# Gene Kranz
Eugene Francis "Gene" Kranz (Toledo, 17 de agosto de 1933) é um ex-piloto, engenheiro aeroespacial e diretor de voo norte-americano, mais conhecido por ter trabalhado na NASA de 1960 até se aposentar em 1994. Kranz é reconhecido por seu papel no desenvolvimento da doutrina de direção de voo do programa espacial dos Estados Unidos e por seu papel no Programa Apollo, principalmente na alunissagem da Apollo 11 e no resgate da Apollo 13.

## Biografia
Kranz desde cedo se interessou em voos espaciais, escrevendo ainda na escola uma tese sobre as possibilidades de lançar um foguete de estágio único para a Lua. Ele se formou em 1954 na Universidade de Saint Louis no Missouri com um bacharelado em engenharia aeroespacial, sendo comissionado no mesmo ano na Força Aérea. Kranz serviu na Coreia do Sul, voando em aeronaves a jato de última geração como o F-80 Shooting Star, F-86 Sabre e F-100 Super Sabre.
Ele deixou o serviço ativo da Força Aérea e foi trabalhar em 1958 para a McDonnell Aircraft Corporation como engenheiro de testes, ajudando nas pesquisas e testes de mísseis. Kranz juntou-se ao Grupo de Tarefas Espaciais da NASA em 1960 na Virgínia, logo depois de responder a um chamado da agência à procura de pessoas com sua formação. Até 1964 ele trabalhou no ramo de Operações de Controle de Voo, desenvolvendo e escrevendo regras para os diretores de voo aplicarem durante voos espaciais tripulados. Ele se transferiu para Houston, Texas, depois da inauguração do Centro de Espaçonaves Tripuladas.
Kranz se tornou chefe do romano de Operações de Controle de Voo e passou a atuar como diretor de voo das missões do Projeto Mercury entre 1964 e 1968. Em seguida atuou na mesma função durante o Projeto Gemini e foi promovido a chefe divisional do Controle de Voo da NASA. Ele continuou atuando como diretor de voo em várias das missões tripuladas do Programa Apollo, principalmente durante a alunissagem da Apollo 11 e nos esforços para trazer de volta a tripulação da Apollo 13.
Ao final do Programa Apollo, Kranz passou a trabalhar como diretor de voo para o programa Skylab até 1974. Nesse meio tempo foi dispensado da reserva da Força Aérea com a patente de capitão. Ele então assumiu o cargo de Diretor de Operações de Voo da NASA, o que lhe dava responsabilidade sobre o planejamento, treinamento e operações de voos e tripulações. Kranz foi nomeado em 1983 para o cargo de Diretor de Operações de Missão, ficando responsável por todos os aspectos de projeto de missão e operações para todas as instalações da NASA e do programa do Ônibus Espacial.
Kranz se aposentou da NASA em 1994 e se tornou consultor e palestrante. No ano seguinte foi um dos personagens principais do filme Apollo 13, em que foi interpretado por Ed Harris. Ele publicou em 2000 seu livro de memórias, Failure is Not an Option: Mission Control from Mercury to Apollo 13 and Beyond. Kranz já recebeu vários prêmios por seu serviço na NASA, incluindo a Medalha Presidencial da Liberdade em 1970 do presidente Richard Nixon por seu papel no resgate da Apollo 13.